# Bernardino Zapponi
Bernardino Zapponi (ur. 4 września 1927 w Rzymie; zm. 11 lutego 2000 tamże) – włoski pisarz i scenarzysta filmowy, najbardziej znany ze współpracy z reżyserem Federico Fellinim. Współtworzył scenariusze do pięciu jego filmów. 
Laureat nagrody David di Donatello za najlepszy scenariusz. Za Casanovę (1976) był nominowany do Oscara za najlepszy scenariusz adaptowany.